# Ракитки (кладбище)
«Ракитки» — кладбище на территории Новой Москвы, в 10 км от МКАД по Калужскому шоссе.
Основано в 1985 году по распоряжению поселкового совета Ракиток для сельского и московского населения.
Являлось ассоциированным членом Православного похоронного центра. Храм при кладбище — в честь Святого Иннокентия, был освящён 26 сентября 1998 года, по благословению патриарха Алексия II, настоятелем Казанского собора на Красной площади протоиереем Аркадием Станько (он же был инициатором строительства храма и принимал в нём деятельное участие).
В 2012 году кладбище вошло в черту Москвы после реализации программы по расширению земель столицы.

## Некоторые известные захоронения
См. категорию Похороненные на кладбище «Ракитки»
В 1997 году на кладбище Ракитки по инициативе протоиерея Аркадия Станько состоялось перезахоронение около 600 останков из некрополя XVII века при бывшем Моисеевском монастыре, который был найден и исследован археологами перед строительством подземного торгового центра «Охотный ряд» на Манежной площади. 
В 1998 году на кладбище Ракитки был похоронен писатель Владимир Дудинцев, автор романов «Белые одежды», «Не хлебом единым» и других.
В 1999 году на кладбище был похоронен поэт Николай Тяпкин, лауреат Государственной  премии Российской Федерации (1992). Над могилой был установлен скромный и быстро обветшавший деревянный крест.
В 2022 году на кладбище Ракитки был похоронен поэт Анатолий Найман, друг и соратник Иосифа Бродского.